# Saint-Martin (Var)
Saint-Martin település Franciaországban, Var megyében. Lakosainak száma 271 fő (2022. január 1.). Saint-Martin Brue-Auriac, Esparron, Seillons-Source-d’Argens, Varages és La Verdière községekkel határos.

## Népesség
A település népessége az elmúlt években az alábbi módon változott:
| Lakosok száma | 244  | 248  | 250  | 244  | 245  | 247  | 247  | 259  | 271  |
|               | 2013 | 2015 | 2016 | 2017 | 2018 | 2019 | 2020 | 2021 | 2022 |